# Golfinho-de-bico-branco
O golfinho-de-bico-branco (Lagenorhynchus albirostris) é um mamífero marinho pertencente à família dos golfinhos (Delphinidae), subordem dos Odontoceti ou baleias dentadas. É um dos maiores golfinhos, tendo cerca de 1,1 a 1,2 m de comprimento ao nascer, crescendo até atingir por volta de 3 m, em média, na idade adulta. O golfinho-de-bico-branco é caracterizado por seu bico curto e espesso, assumindo uma cor branco-creme e uma nadadeira dorsal bastante falciforme.
O golfinho-de-bico-branco é distribuído ao norte do Oceano Atlântico e é encontrado em bandos no cabo Cod, na entrada do rio São Lourenço e ao sudoeste da Groenlândia, perto da Islândia, e entre o noroeste da França até Svalbard. Os golfinhos-de-bico-branco não se adaptaram muito bem às condições árticas como as belugas ou os narvais.
Podem ser facilmente confundidos com os golfinhos-de-laterais-brancas-do-atlântico (Lagenorhynchus acutus), apesar de os golfinhos-de-bico-branco serem comumente encontrados mais ao norte. Também são mais largos e não possuem listras amarelas dos lados.
Sua população, padrões de comportamento e expectativa de vida são desconhecidas, embora a maioria das fontes estimem várias centenas de milhares de indivíduos, mais densamente povoados ao leste do que ao oeste do Atlântico Norte.
São animais acrobatas e sociais. Com freqüência, pegam carona na rabeira das ondas formadas por navios em alta velocidade, e saltam por sobre a superfície do mar. São socializáveis, vistos freqüentemente alimentando-se junto com as orcas, baleias-fin e jubarte, bem como também com outras espécies de golfinhos.

## Fotos

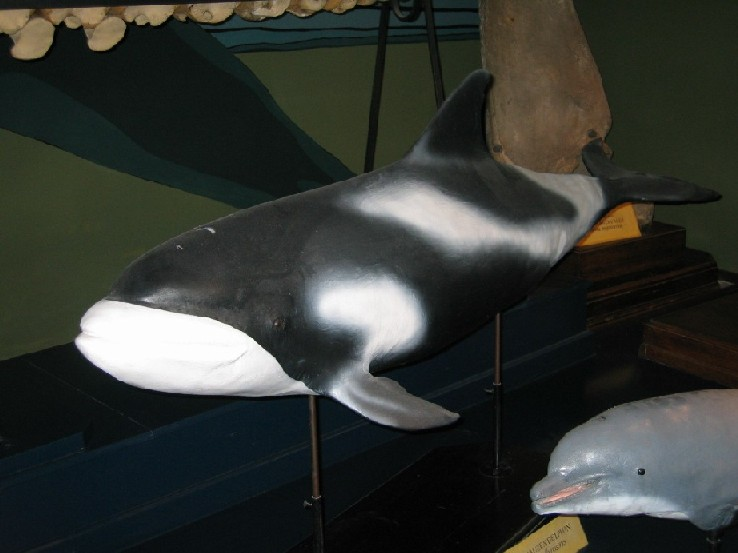
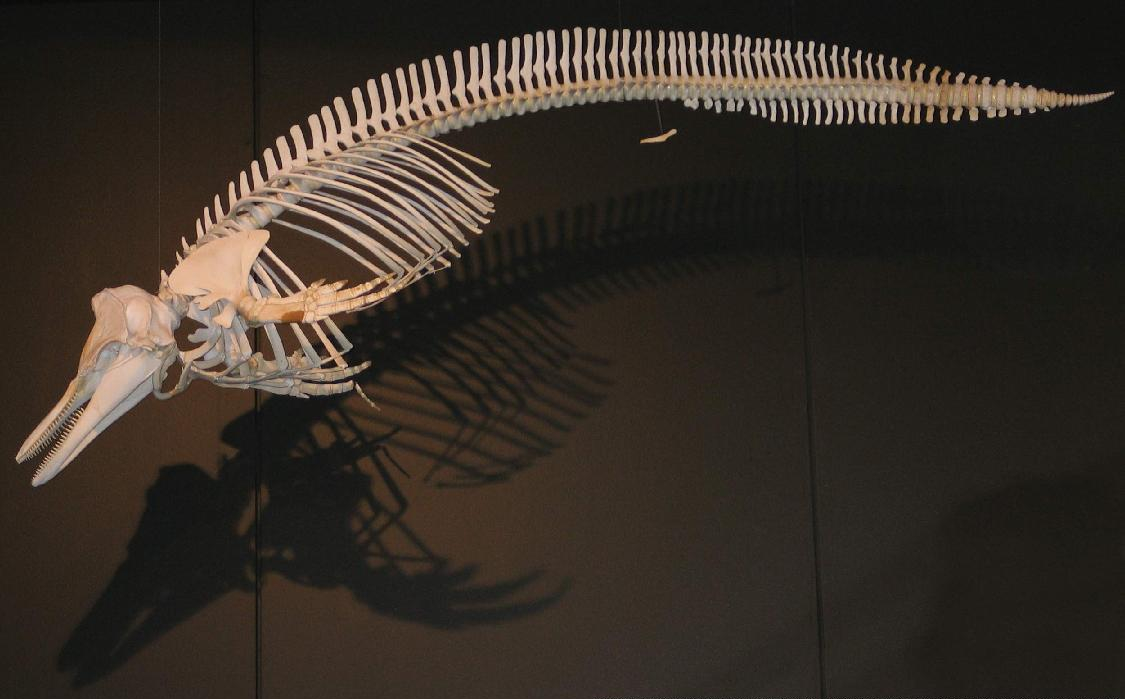
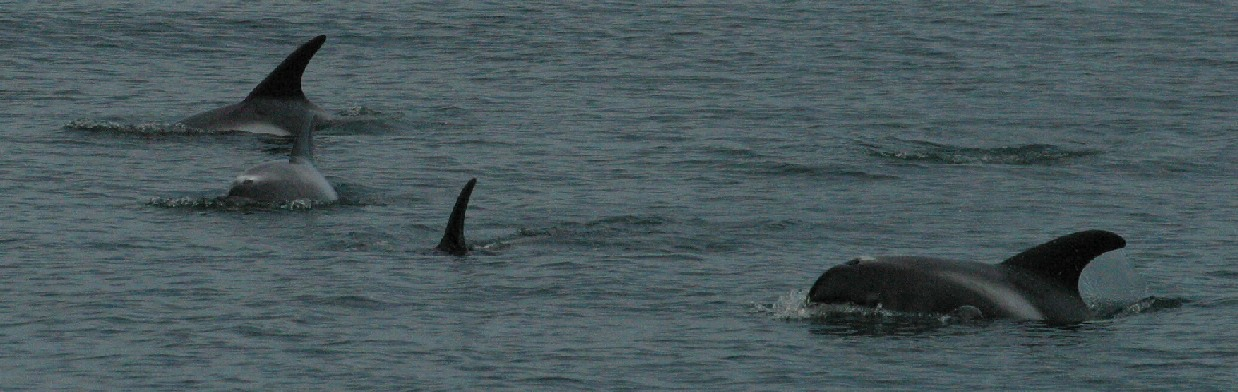